# 鷲盜龍屬
鷲盜龍屬（屬名：[Buitreraptor] 错误：{{Lang}}：文本有斜体标记（帮助））是馳龍科恐龍的一屬，生存於白堊紀晚期的南美洲。

## 化石與命名

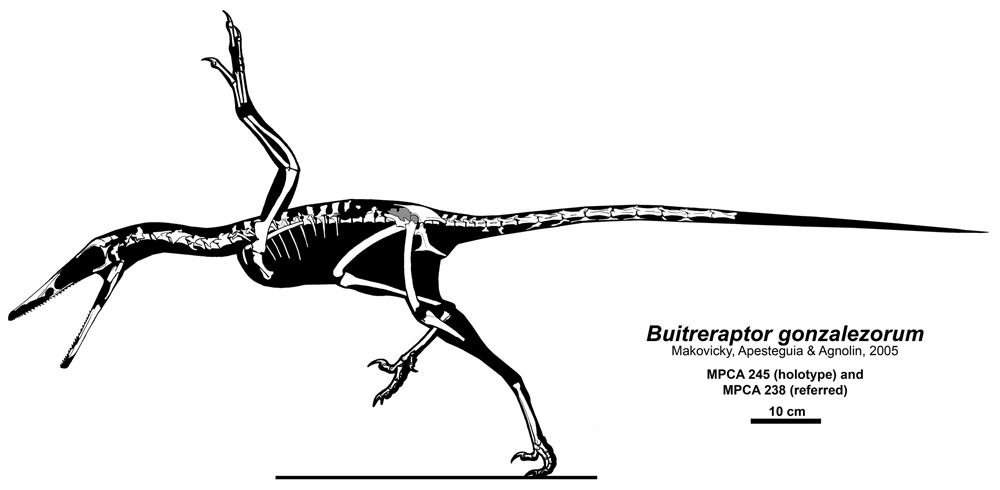
戈氏鷲龍目前已發現的化石部位

在2004年，阿根廷塞巴斯蒂安·阿派斯特圭、芝加哥菲爾德博物館的彼得·馬克維奇等人在阿根廷巴塔哥尼亞的一個砂岩層發現4個化石。在隔年，由彼得·馬克維奇等人發表命名。模式種是戈氏鷲龍（B. gonzalezorum），也是目前的唯一種。屬名是由西班牙文的禿鷹（Buitre）而來。因為發現該化石的地方稱為「La Buitrera」；種名則是紀念參與挖掘工作的Jorge González。
鷲龍的化石發現於Candeleros組地層，地質年代約9400萬年前，相當於白堊紀晚期的森諾曼階到土崙階。當時的南美洲是一個孤立的大洲，就像現今的澳大利亞。南方巨獸龍的化石也發現於同一地層，南方巨獸龍是最大型的肉食性恐龍之一，但南方巨獸龍化石較早發現。
正模標本（編號MPCA 245）是一個部分骨骼與頭顱骨，屬於成年個體。副模標本（編號MPCA 238）是一段薦骨、右骨盆、右後肢。除此之外，還發現兩個標本。

## 敘述

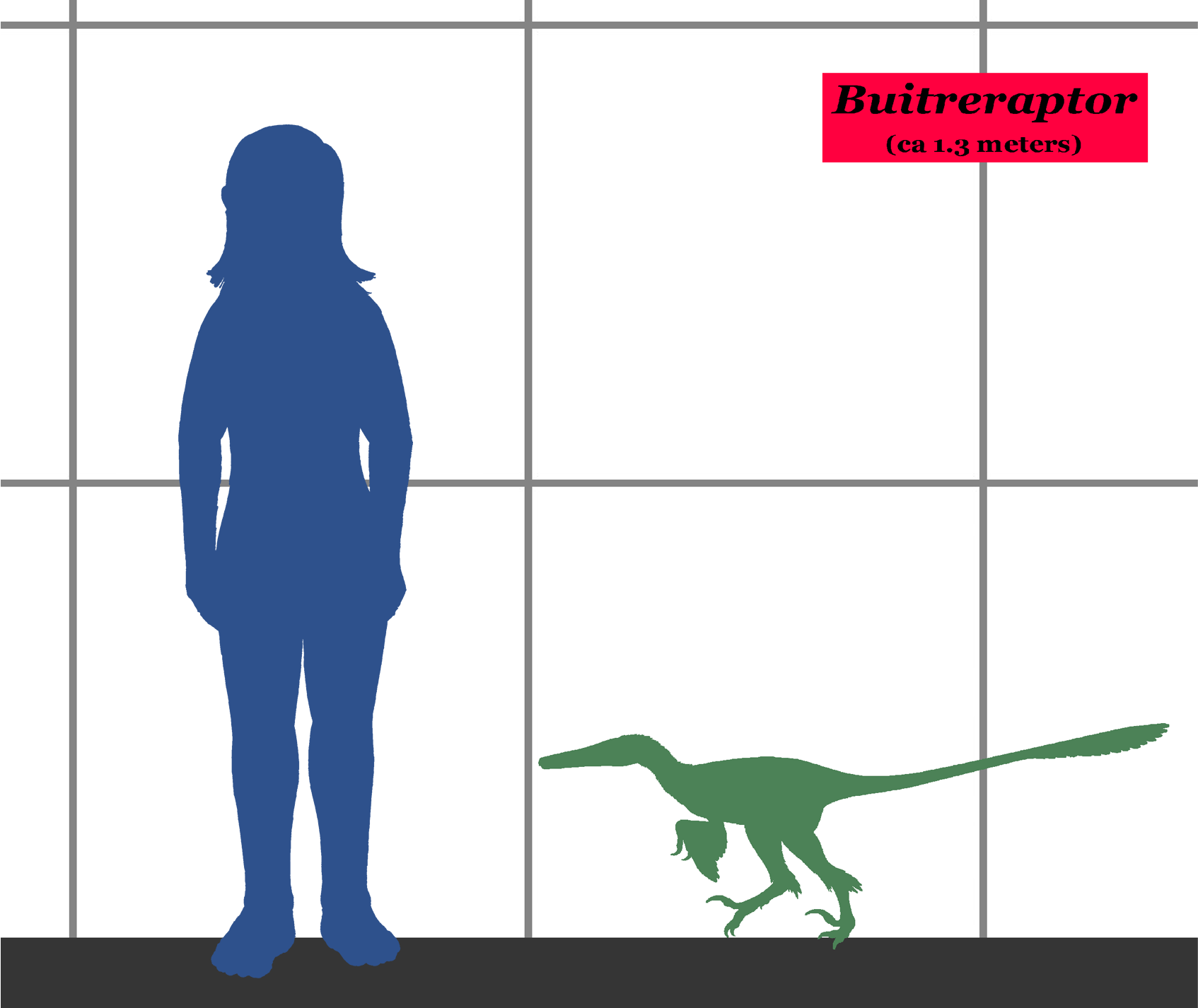
鷲龍與人類的體型比較圖

鷲龍是體型偏小的馳龍類。在2010年，葛瑞格利·保羅（Gregory S. Paul）估計鷲龍的身長約1.5公尺，體重約3公斤。
鷲龍與北半球馳龍科（例如迅猛龍）有著一些不同的特徵。鷲龍有平坦、修長的口鼻部。鷲龍有許多小型牙齒，牙齒沒有撕裂肉塊的鋸齒邊緣，牙齒彎曲、無鋸齒邊緣、有溝痕。由此推斷，牠們並不像大部份的其他馳龍科般獵食大型生物，反而是捕獵小型的動物，如蜥蜴及哺乳動物。鷲龍的長前肢類似鳥類，手部有三指。與其他馳龍科相比，鷲龍的手指比例較短；三手指等長，而其他馳龍科的手指為不同長度。鷲龍的體型修長，肋骨中空。牠有著長腿，可見是擅於奔跑的動物。第二腳趾的鐮刀狀趾爪較短、較寬。鷲龍的生態位與現今的鷺鷹，或是北美洲的傷齒龍相似。

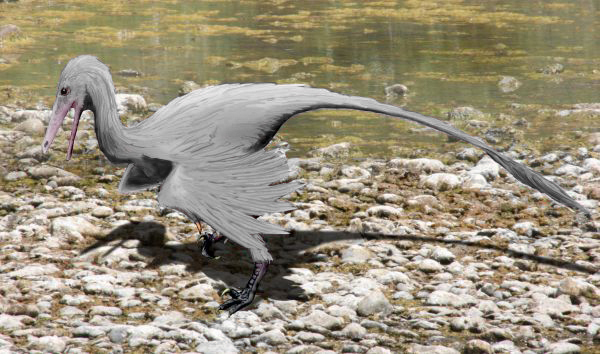
有羽毛版本的鷲龍想像圖

### 羽毛
鷲龍的化石還沒有發現與毛的直接、間接證據。牠們的近親小盜龍、中華龍鳥已發現有羽毛痕跡證據。由於牠們的近親具有羽毛，很有可能鷲龍也有羽毛。

## 古生物地理學

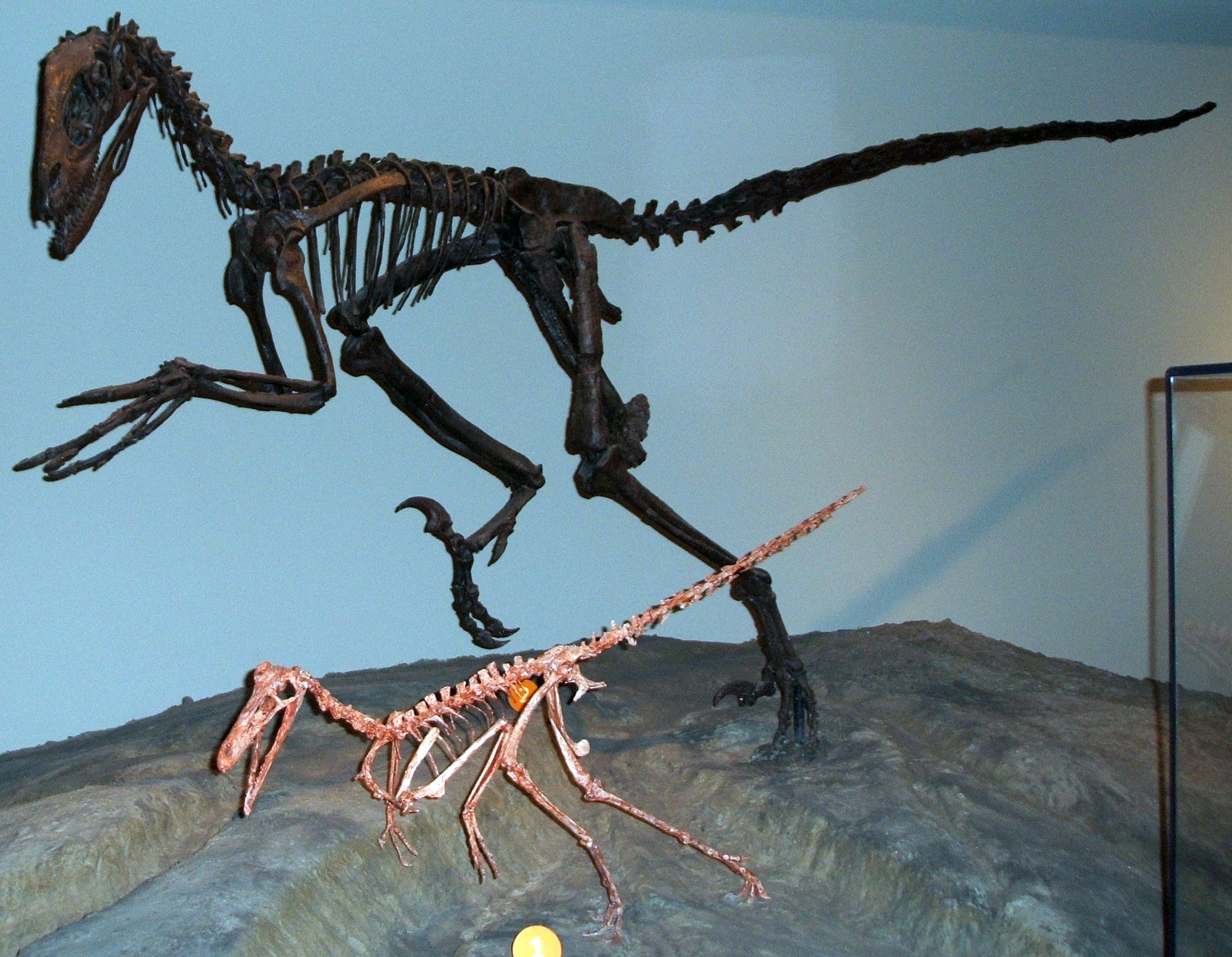
鷲龍（前）和其大型遠親恐爪龍（後）的骨架模型，位於菲爾德自然史博物館

除了鷲龍外，在南半球發現的馳龍科就只有南美洲發現的內烏肯盜龍、南方盜龍及半鳥、馬達加斯加的脅空鳥龍（曾一度被以為是真正的鳥類）、以及在澳大利亞發現的類似馳龍科牙齒。這些南半球馳龍科的發現，確定了馳龍科的分佈比以往所想的更為廣闊。科學家認為馳龍科首次出現於侏羅紀時期，當時所有的大洲都比較接近。由於鷲龍的發現，科學家推測馳龍科起源於至少1億8000萬年前，早於盤古大陸的分裂另有研究認為，馳龍科起源於1億6000萬年前。
科學家推測，有可能馳龍科起源自古代北部的勞亞大陸，在白堊紀有部分物種遷徙至南部的岡瓦那大陸。因為南半球馳龍科具有北半球馳龍科沒有的獨特特徵。「La Buitrera」地層已發現數種翼龍類、陸棲鱷形類、已知最大型的喙頭龍目、哺乳動物、仍有退化四肢的蛇、鬣蜥類、蛇頸龜科、肺魚。

## 種系發生學
鷲龍仍保有馳龍科、傷齒龍科、鳥翼類的特徵。在最初的命名研究，鷲龍被歸類於馳龍科的半鳥亞科。古生物學家對於飛行能力有兩派理論：馳龍科與鳥類各別演化出飛行能力、或馳龍科與鳥類的共同祖先已有飛行能力。某些科學家提出，鷲龍的近親脅空鳥龍可能有飛行能力。但是，並非每個馳龍科都有飛行能力的特徵。某些科學家提出，如果脅空鳥龍有飛行能力，代表馳龍科是獨自演化出飛行能力，不同於鳥類。

## 外部連結
- BBC News: Bird-like dinosaur forces rethink（页面存档备份，存于）
- 倫敦自然歷史博物館有關鷲龍的圖畫及資料
- 美國國家科學基金會（页面存档备份，存于）